# ويليام بن موت جونيور
ويليام بن موت جونيور (بالإنجليزية: William Penn Mott, Jr.)‏ هو مهندس معماري أمريكي، ولد في 19 أكتوبر 1909 في نيويورك في الولايات المتحدة، وتوفي في 21 سبتمبر 1992 في أوريندا في الولايات المتحدة.